# Tour du Costa Rica féminin
Le Tour du Costa Rica féminin (Vuelta Internacional Femenina a Costa Rica en espagnol) est une course cycliste par étapes féminine costaricaine. Créé en 1991, il fait partie du calendrier de l'Union cycliste internationale en catégorie 2.2 depuis 2013.

## Palmarès
| Année     | Vainqueur                                   | Deuxième                                    | Troisième                                   |
| --------- | ------------------------------------------- | ------------------------------------------- | ------------------------------------------- |
| 1991      | Rosaura Méndez                              |                                             |                                             |
| 1992-2001 | non organisé                                | non organisé                                | non organisé                                |
| 2002      | Karen Matamoros                             | Jimena Arce                                 | Maria Magdalena Angulo                      |
| 2003      | Karen Matamoros                             | Millerlandy Agudelo                         | Jimena Arce                                 |
| 2004      | Viviana Maya                                | Sigrid Corneo                               | Karen Matamoros                             |
| 2005      | Karen Matamoros                             | Mayra Chinchilla                            | Edith Guillen                               |
| 2006      | Adriana Rojas                               | Alejandra Carvajal                          | Yoilin Moreira González                     |
| 2007      | Adriana Rojas                               | Laura Lozano                                | Alejandra Carvajal                          |
| 2008      | Damaris Gutiérrez                           | Adriana Tovar                               | Adriana Rojas                               |
| 2009      | Evelyn García                               | Natalia Navarro                             | Adriana Rojas                               |
| 2010      | Evelyn García                               | Edith Guillen                               | Adriana Rojas                               |
| 2011      | Edith Guillen                               | Brenda Muñoz                                | Natalia Navarro                             |
| 2012      | Edith Guillen                               | Natalia Navarro                             | Marcela Rubiano                             |
| 2013      | Inga Cilvinaite                             | Addyson Albershardt                         | Lorena Vargas                               |
| 2014 (en) | Olga Zabelinskaya                           | Flávia Oliveira                             | Alena Amialiusik                            |
| 2015      | Milagro Mena                                | Flávia Oliveira                             | Ana Teresa Casas Bonilla                    |
| 2016      | Arlenis Sierra                              | Ingrid Drexel                               | Flávia Oliveira                             |
| 2017      | Arlenis Sierra                              | Liliana Moreno                              | Lilibeth Chacón                             |
| 2018      | Liliana Moreno                              | Marcela Prieto                              | Maria Jose Vargas                           |
| 2019      | Marcela Prieto                              | Andrea Ramirez                              | Flávia Oliveira                             |
| 2020-2021 | annulé en raison de la pandémie de Covid-19 | annulé en raison de la pandémie de Covid-19 | annulé en raison de la pandémie de Covid-19 |
| 2022      | Carolina Vargas                             | Gabriela Soto                               | Jennifer Sánchez                            |
| 2023      | Lilibeth Chacón                             | Nadia Gontova                               | Marcela Prieto                              |
| 2024      | Esther Galarza                              | Gabriela Soto                               | Lorena Villamizar                           |